# Ала-Арчинское водохранилище
Ала-Арчинское водохранилище (Нижне-Ала-Арчинское водохранилище, кирг. Төмөнкү Ала-Арча суу сактагычы) — водохранилище в Кыргызстане, в Чуйской долине, к северу от Бишкека, на реке Ала-Арча в бассейне реки Чу. Высота над уровнем моря — 687 м. Административно относится к Грозденскому айылному аймаку Аламудунского района Чуйской области. Входит в Перечень стратегических объектов Кыргызской Республики, категория «Б» (важные объекты). Относится к водным объектам рыбохозяйственного (используются для спортивно-любительского рыболовства и рыборазведения) и ирригационного значения. Тип рыборазведения — неполносистемные хозяйства. Выращиваются рыбы семейства карповых.

## Нижне-Ала-Арчинское наливное водохранилище
Нижнее-Ала-Арчинское наливное водохранилище введено в эксплуатацию в 1965 году. Наполняется из Западного Большого Чуйского канала (ЗБЧК). Подвешенная площадь (земля сельскохозяйственного назначения, орошаемая водоёмом) составляет 17 300 га. Полный объём при нормальном подпорном горизонте (НПГ) составляет 52 млн м³, полезный — 46 млн м³. Площадь зеркала при НПГ — 6,25 км². Длина плотины 3160 м, максимальная высота — 24,5 м. Фактическая площадь 625 га, глубина 5—8 м.

## Нижне-Ала-Арчинское русловое водохранилище
Ала-Арчинское русловое водохранилище введено в эксплуатацию в 1983 году (по другим данным в 1989 году). Наполняется из реки Ала-Арча. Водохранилище — аккумулирующее. Полный объём при нормальном подпорном горизонте (НПГ) составляет 80 млн м³, полезный — 80 млн м³. Площадь зеркала при НПГ — 3,3 км². Длина плотины 1800 м, максимальная высота — 29 м (по другим данным 35 м). Фактическая площадь 1000 га, глубина 1—8 м.